# ميغيل أنخيل نافارو كوينتيرو
ميغيل أنخيل نافارو كوينتيرو (بالإسبانية: Miguel Ángel Navarro Quintero)‏ هو سياسي مكسيكي، ولد في 11 يناير 1951 في تبيك في المكسيك. حزبياً، نشط في الحزب الثوري المؤسساتي. وقد انتخب عضو مجلس الشيوخ من المكسيك وانتخب عضو مجلس النواب المكسيك.